# Zöldes pitykegomba
A zöldes pitykegomba vagy barnászöld döggomba (Entoloma incanum) a döggombafélék családjába tartozó, Európában és Észak-Amerikában elterjedt, réteken, ligetekben élő, feltehetően mérgező gombafaj.

## Megjelenése
A zöldes pitykegomba kalapjának átmérője 1,5–3 cm, alakja kezdetben domború, majd laposan kiterül, a közepén kissé benyomott. Pereme jól láthatóan bordázott. Felülete finoman szálas, pelyhes. Színe eleinte halvány sárgászöld, majd barnászöld. Húsa vékony, törékeny; sárgászöld színű, ami sérülésre kékeszöldre vált. Szaga erős, égett szőrre vagy egérürülékre emlékeztet, íze kellemetlen.  
Lemezei keskenyek, ritkásan állnak, tönkhöz nőttek. Színük eleinte fehéres, majd sárgászöldes, a spórák érésével rózsaszínes árnyalattal. Spórapora barnásrózsaszín. Spórái szögletesek, többnyire hatoldalúak, 7-12,5 x 5-8μ mikrométeresek.
Tönkje karcsú hengeres, 3–5 cm magas és 0,2-0,3 cm vastag. Színe kénsárga, a tövénél kékeszöldes, felülete fénylően sima.

### Hasonló fajok
Sárgászöld kalapja és rózsás lemezei alapján jól felismerhető, esetleg a szintén nem ehető zöldes nedűgombával téveszthető össze.

## Elterjedése és termőhelye
Európában és Észak-Amerikában honos. Magyarországon nem gyakori.
Füves területeken, réteken, legelőkön, útszéleken, ligeterdőkben él inkább meszes talajon. Májustól októberig terem, többnyire csoportosan.
Feltehetően - rokonaihoz hasonlóan - mérgező gomba. 

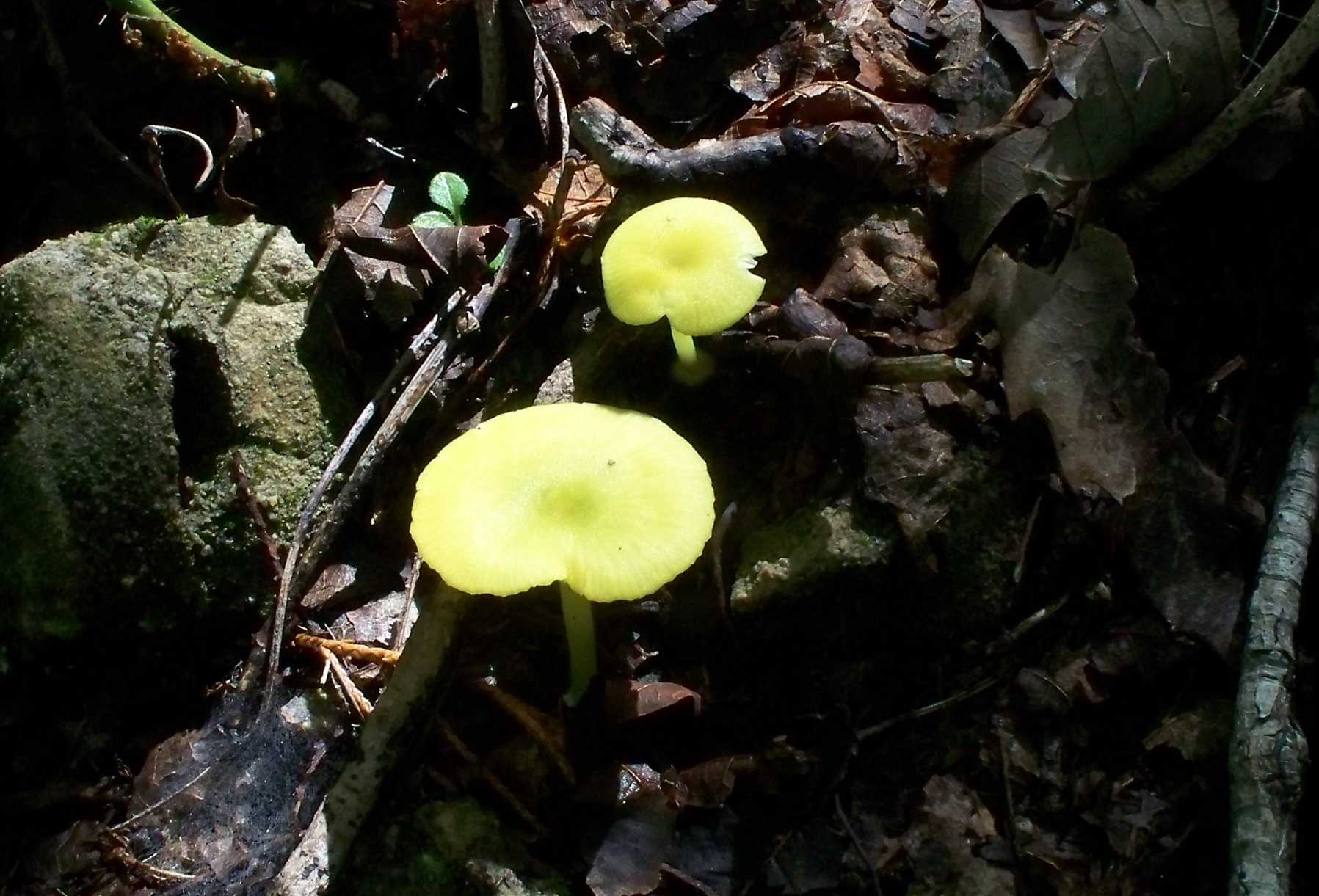
Fiatal...
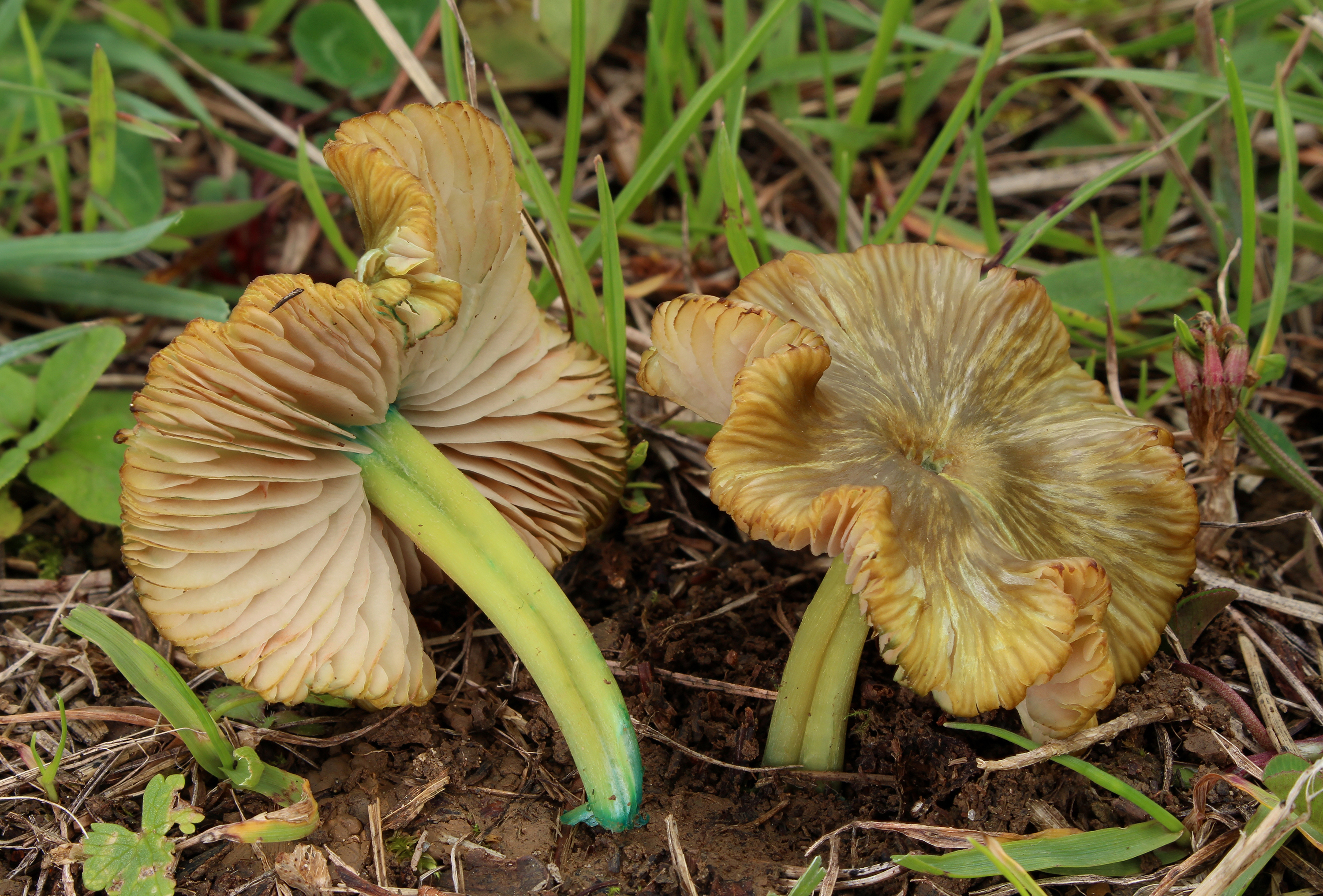
...és idős pitykegombák
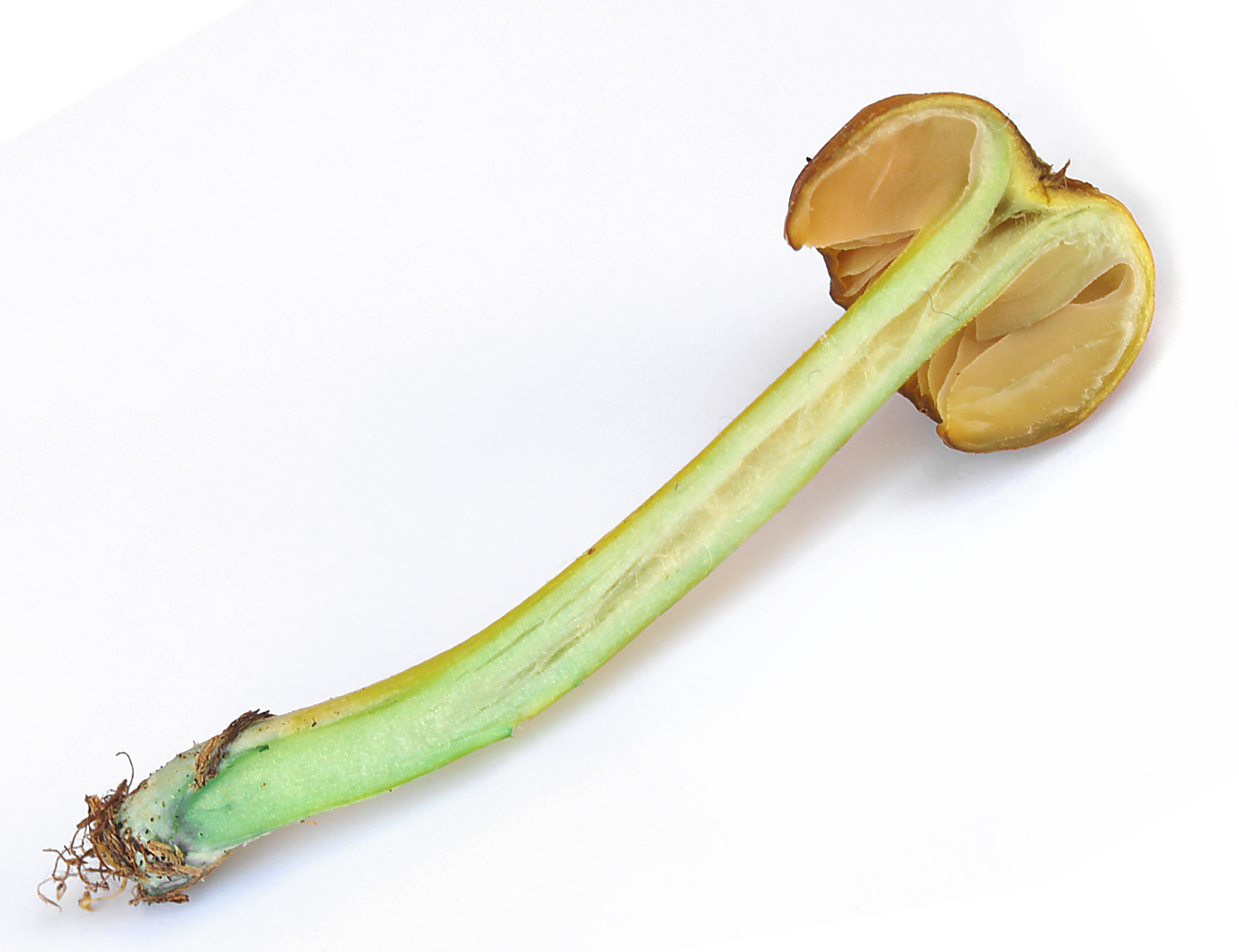
Keresztmetszete
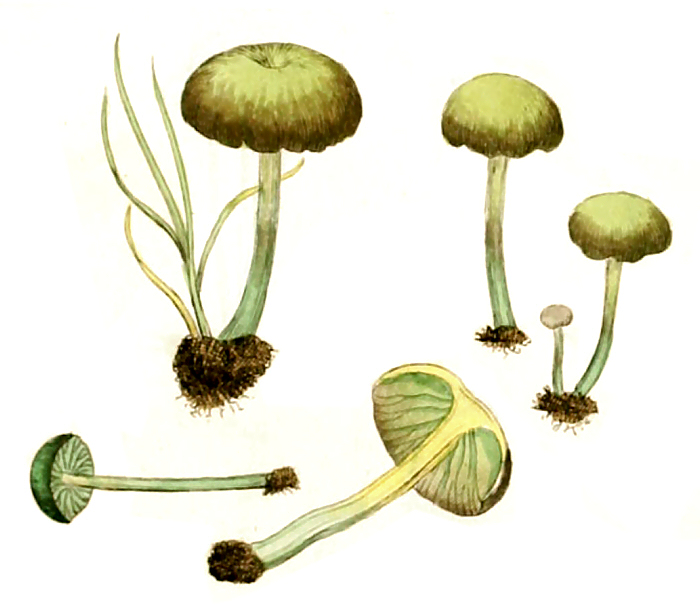
Ábrázolása egy angol gombakönyvben (1797)